# Paul Foster

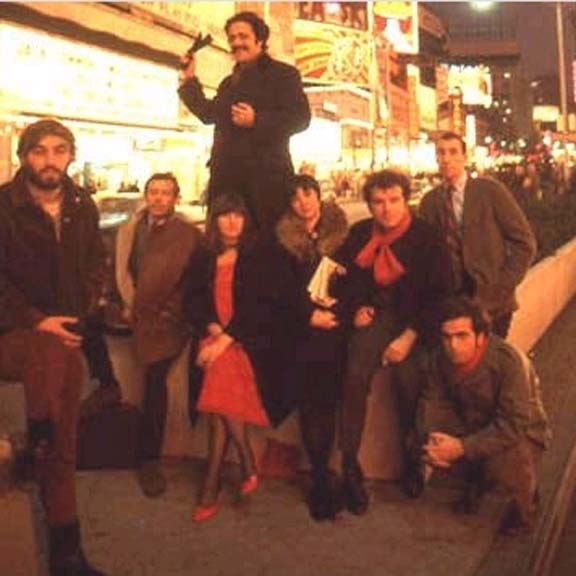
Lanford Wilson, Jean-Claude van Itallie, H.M. Koutoukas, Rosalyn Drexler, Irene Fornes, Leonard Melfi, Tom Eyen, Paul Foster (rechts), 1966

Paul Foster (* 15. Oktober 1931 in dem Dorf Penns Grove, Salem County, New Jersey; † 5. März 2021 in New York City) war ein US-amerikanischer Theater-Autor und -Regisseur sowie Gründungsmitglied des La MaMa Experimental Theatre Clubs.

## Werdegang
Mit 21 Jahren kam Foster nach New York City, um dort Jura zu studieren. Dort traf er Ellen Stewart, einen Mode-Designer in der Hoffnung, gemeinsam mit diesem eine eigene Boutique zu eröffnen. Im Jahr 1962 vereinbarte Foster mit Stewart, den Keller ihrer Boutique als Theater nutzen zu dürfen, doch bald war nur mehr die Idee des Theaters für beide relevant.
Foster wurde Autor von 18 Theaterstücken, die auf der ganzen Welt produziert wurden, darunter Elisabeth Eins und Satyricon, außerdem verfasste er das Libretto und Liedtexte für das Musical Silver Queen Saloon.
Foster hat zahlreiche Auszeichnungen erlangt, darunter die Rockefeller und Guggenheim Fellowships, das National Endowment for the Arts und den British Arts Council Award.
Von seinen Stücken wurden vierzehn als Bücher veröffentlicht, über Foster und seine Stücke wurden vier Studien geschrieben.

## Werke
- 1963 Hurrah for the bridge
- 1964 The Recluse
- 1964 Que Viva El Puente
- 1965 The Madonna in the orchard
- 1966 The Hessian Corporal
- 1966 Balls
- 1967 Tom Paine
- 1967 Dead And Buried
- 1968 Heimskringla! or The Stoned Angels (National Educational Television)
- 1970 The Stoned Angels
- 1972 Satyricon
- 1972 Elizabeth I (deutsch von Ilka Boll: Elisabeth Eins)
- 1973 Silver Queen
- 1974 Rags To Riches To Rags
- 1975 Marcus Brutus
- 1980 A Kiss Is Just A Kiss
- 1985 Dark And Mr Stone 1-3
- 1986 Faith, Hope and Charity
- 1995 As Straight as a Corkscrew
- 2010 Kisses, Bites and Scratches
- sowie The Kleenex Planet (unbekannter Zeitpunkt)